# Poul Clemmensen
Poul Clemmensen (6. januar 1922 i København – 16. september 1998) var en dansk skuespiller.

## Film
- I kongens klær (1954)
- Der kom en dag (1955)
- Det lille hotel (1958)
- Mor skal giftes (1958)
- Pigen og pressefotografen (1963)
- Paradis retur (1964)
- Drenge (1977)
- Nyt legetøj (1977)
- Dansen med Regitze (1989)
- Jydekompagniet 3 (1989)
- Kærlighedens smerte (1992)